# Горьковская (станция метро, Санкт-Петербург)

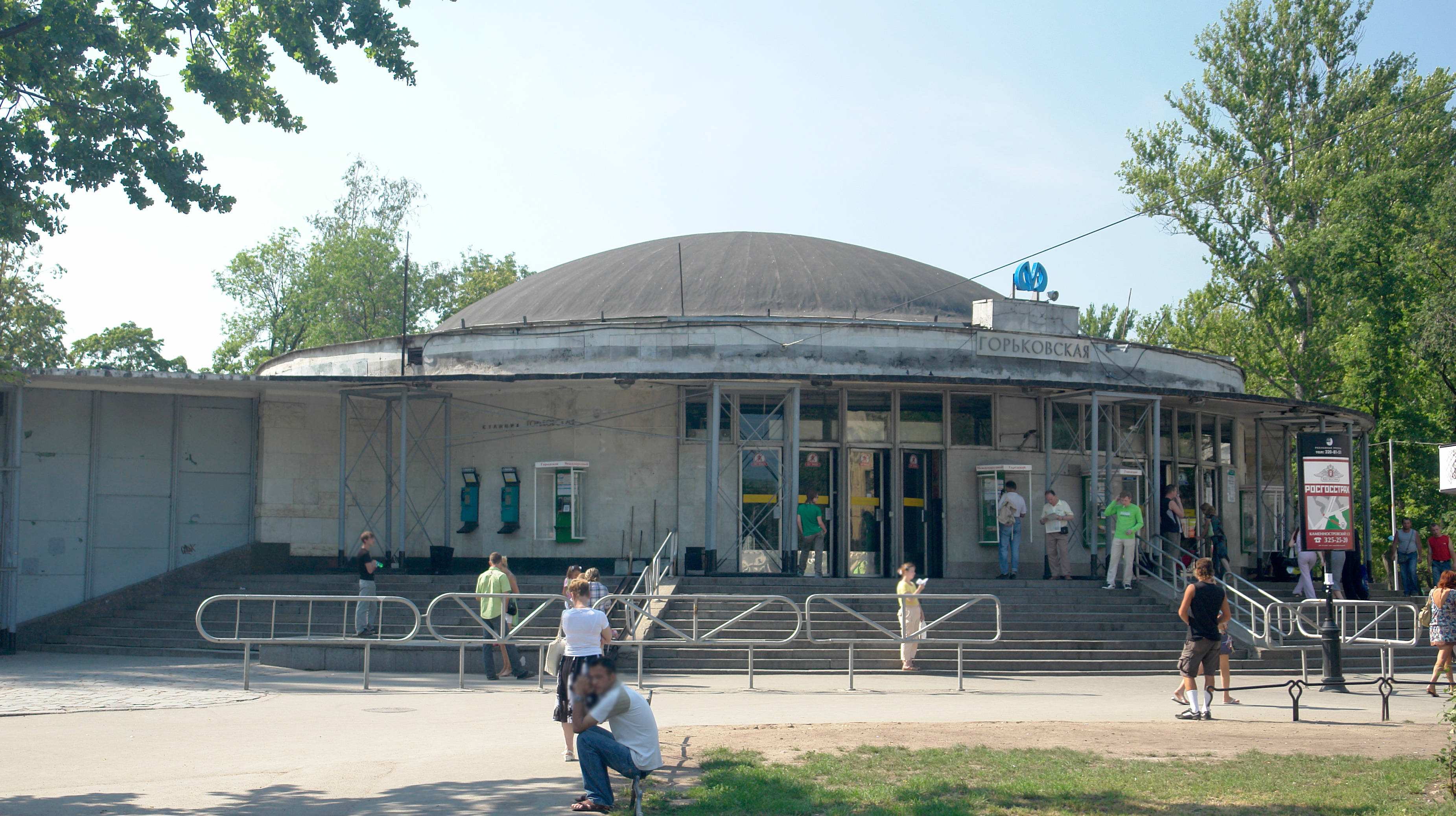
Старый вестибюль станции

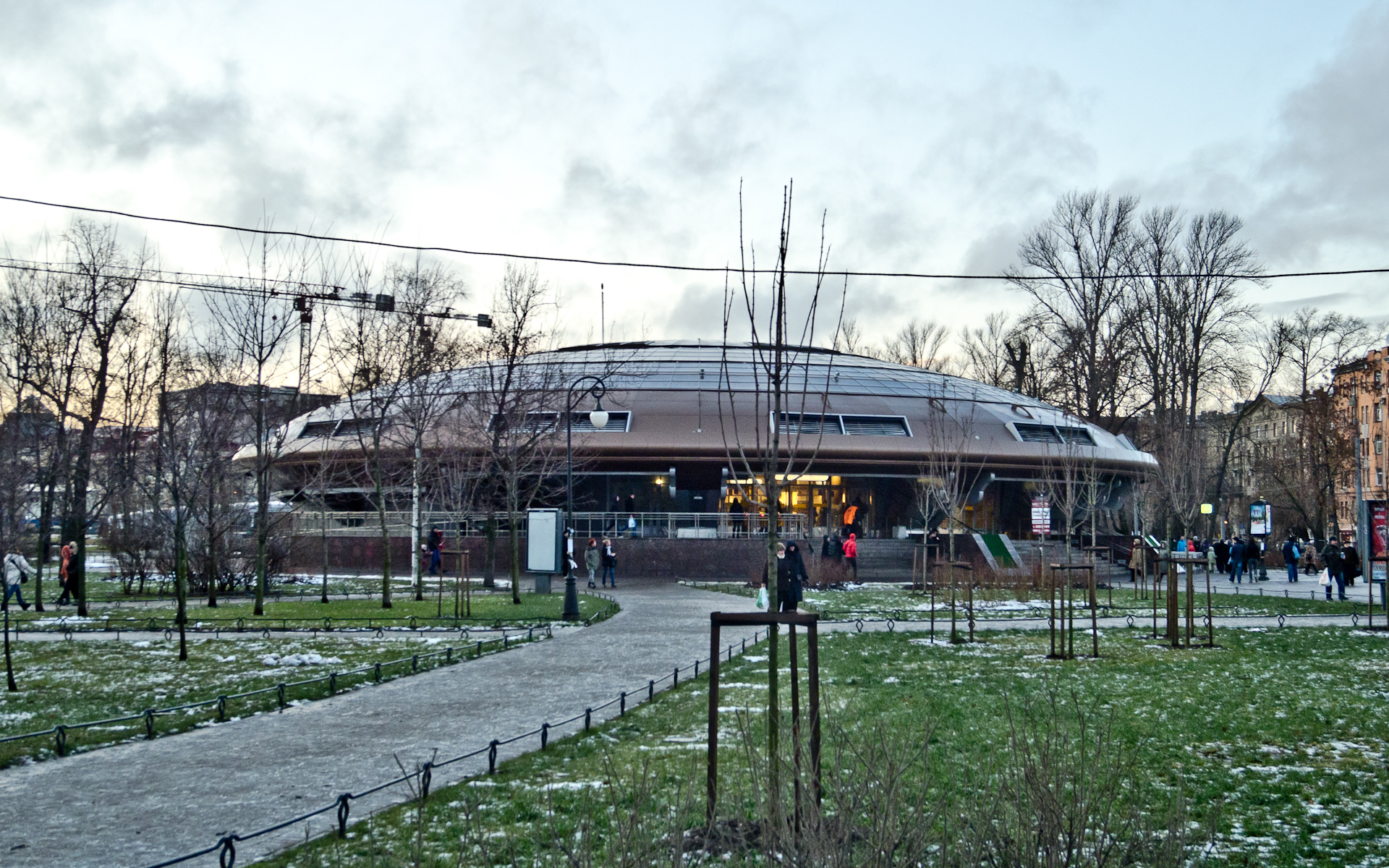
Новый вестибюль станции

«Го́рьковская» — станция Петербургского метрополитена. Расположена на Московско-Петроградской линии между станциями «Невский проспект» и «Петроградская».
Станция открыта 1 июля 1963 года в составе участка «Технологический институт» — «Петроградская».
Название станция получила в память о том, что в доходном доме Барсовой напротив наземного вестибюля станции в 1914—1921 годах жил русский писатель Максим Горький, его имя в 1932 — 1991 годах носил нынешний Кронверкский проспект.

## Наземные сооружения
Вестибюль станции располагается вблизи Кронверка Петропавловской крепости, у развилки Кронверкского и Каменноостровского проспектов.
Старый вестибюль являлся типовым для станций Ленинградского метрополитена, открытых в хрущёвскую эпоху (аналогичен вестибюлям станций «Парк Победы», «Электросила», «Фрунзенская»). Он представлял собой приземистое цилиндрическое здание с куполом и застеклёнными входами, построенное по проекту архитекторов Арона Гецкина и Валентины Шуваловой. Козырёк над входом после трагедии на станции «Сенная площадь» был укреплён специальными подпорками.
Новый павильон станции, возведённый в 2009 году, — круглое в плане одноэтажное строение. Проект нового здания был выполнен ООО «СУАР. Т-проект». 27 марта 2009 года его поддержал градостроительный совет. Площадь павильона увеличилась в три раза. Как и старая постройка, для предотвращения затопления в связи с близостью реки Невы новый вестибюль находится на возвышении.
Новый наземный вестибюль установлен на железобетонном монолитном стилобате диаметром 45 м. По сравнению со старым вестибюлем, на входе и выходе стало в два раза больше дверей и эскалаторов, в том числе по одной двери предусмотрено для маломобильных групп населения, для которых появились и пандусы. Двери выполнены из алюминиевого профиля с заполнением из ударопрочного вандалостойкого стекла.
На первом этаже вестибюля расположены кассовый и эскалаторный залы, пикет полиции и подсобные помещения, на втором этаже — технические и служебные помещения. Внутри вестибюль облицован алюминиевыми листами белого цвета.
Неоднозначную реакцию вызвал установленный в своде потолка арт-объект в виде полусферы с небольшими усеченными полыми конусами, изображающими кратеры Луны или Марса и изготовленными из пластика розового цвета. Из-за розового цвета конусов данную композицию горожане стали язвительно называть «Выменем».

## Подземные сооружения
«Горьковская» — пилонная станция с укороченным центральным нефом (залом) глубокого заложения (глубина ≈ 53 м). Станция начинает серию из семи пилонных станций, идущих подряд. Подземный зал сооружён по проекту архитекторов Сергея Евдокимова, Николая Башнина, Аскольда Изоитко, Сергея Михайлова и Евгения Травникова.
Художественное оформление станции посвящено писателю М. Горькому. Оформление станции простое и суровое, пилоны облицованы сааремским известняком с включением грубо обработанных блоков. Под карнизом пилонов установлены круглые лампы. Торцевую стену центрального подземного зала украшает барельефный портрет писателя, выполненный из камня той же породы (скульпторы Михаил Габе, Леонид Торич и Павел Якимович). На путевых стенах установлены декоративные решётки с узорами на тему произведений писателя. Кроме того, на дверях кабельных шкафов в путевых тоннелях находятся изображения буревестника, выполненные из тёмных металлических полос. Пол центрального нефа выстлан серым гранитом, полы перронных залов — асфальтом, который в процессе реконструкции был заменён гранитом. Кафель на путевых стенах был заменён белым керамогранитом.
Наклонный ход, содержащий три эскалатора, расположен в северном торце центрального зала.

## Наземный городской транспорт

#### Автобусы
| №  | Пересадки                                                                               | Конечный пункт 1           | Конечный пункт 2                               |
| -- | --------------------------------------------------------------------------------------- | -------------------------- | ---------------------------------------------- |
| 28 | Площадь Ленина Финляндский вокзал                                                       | Горьковская                | Белорусская улица                              |
| 46 | Новочеркасская Площадь Александра Невского Чернышевская Петроградская Чёрная речка      | Ладожская Ладожский вокзал | Вазаский переулок                              |
| 76 | Комендантский проспект Пионерская Новая деревня Чёрная речка Петроградская Чернышевская | Улица Шаврова              | Площадь Восстания Маяковская Московский вокзал |

#### Трамваи
| №  | Пересадки | Конечный пункт 1                 | Конечный пункт 2                  |
| -- | --- | -------------------------------- | --------------------------------- |
| 6  | Приморская Василеостровская Спортивная                                                                          | улица Кораблестроителей          | Площадь Ленина Финляндский вокзал |
| 40 | Горный институт Василеостровская Спортивная Петроградская Чёрная речка Ланская Площадь Мужества Политехническая | Детская улица                    | Тихорецкий проспект               |
| Т1 | Василеостровская Спортивная Площадь Ленина Финляндский вокзал                                                   | Средний проспект В.О., музей ГЭТ | Инженерная улица                  |

## Особенности проекта и станции
- При прокладке тоннеля между станциями «Невский проспект» и «Горьковская» под Невой проходчики обнаружили в районе Марсова поля ранее не выявленную впадину в дне. Пришлось заглублять тоннель с максимально допустимым уклоном. На этом отрезке первый вагон оказывается на 6 метров ниже последнего. Глубина этого перегона составляет 126 метров — он является наиболее глубоким перегоном метро в мире.
- Центральный зал считается самым коротким в петербургском метрополитене[7].

## Реконструкция 2008—2009 годов

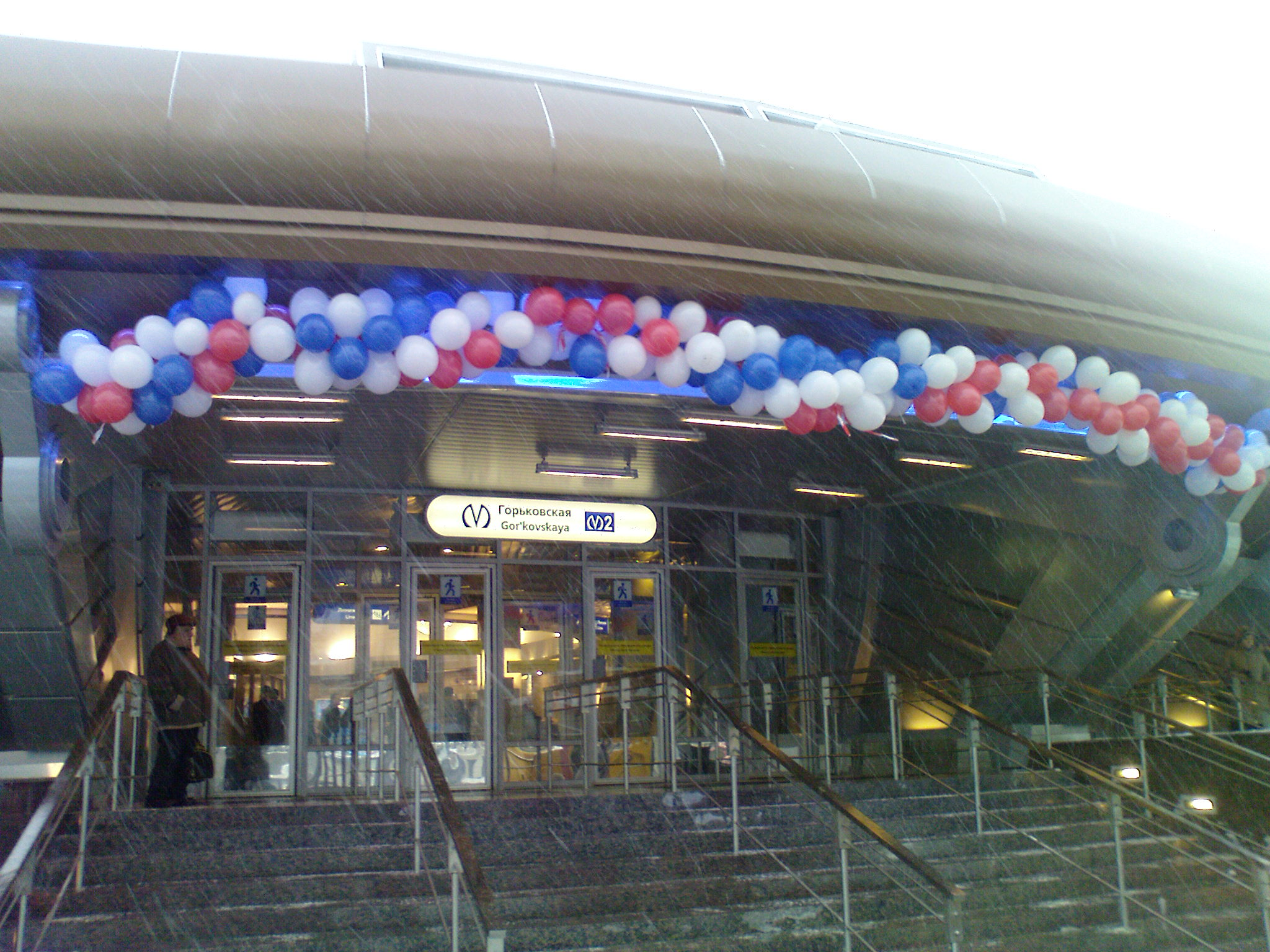
Вестибюль станции по окончании ремонта

Из-за того, что «Горьковская» находится в непосредственной близости от реки Невы, в наклонном ходе станции 2000—2005 годах возникли серьёзные нарушения гидроизоляции.
Подробности работ:
- ремонт наклонного хода с ликвидацией течей путём замены болтов и чеканки швов между тюбингами наклонного хода
- замена старых асбоцементных зонтов («картин») наклонного хода на зонты из композита с возможностью их частичного демонтажа при необходимости.
- реконструкция вестибюля с увеличением площади кассового (эскалаторного) зала и служебных помещений.
- герметизация примыкания тюбинговой обделки наклонного хода к нижнему залу станции и к вестибюлю и работы, связанные с капитальным ремонтом самой станции.
- замена облицовки путевых стен из глазурованной белой плитки на облицовку из керамогранитных панелей. При этом не были сохранены оригинальные буквы названия станции, как это обычно делается при ремонте путевых стен.
- замена асфальтового покрытия платформ первого и второго путей станции на покрытие из гранитных плит месторождения «Возрождение».

11 октября 2008 года станция закрылась на реконструкцию. Работы продлились 14 месяцев. Наземный вестибюль «Горьковской» был закрыт для пассажиров на вход и выход, поезда следовали через станцию без остановки. Павильон в Александровском парке был полностью снесен Ассоциацией по сносу зданий, а взамен было построено новое здание — по проекту архитектурной мастерской «СУАР.Т—проект». Открытие состоялось 26 декабря 2009 года.

## Фотографии

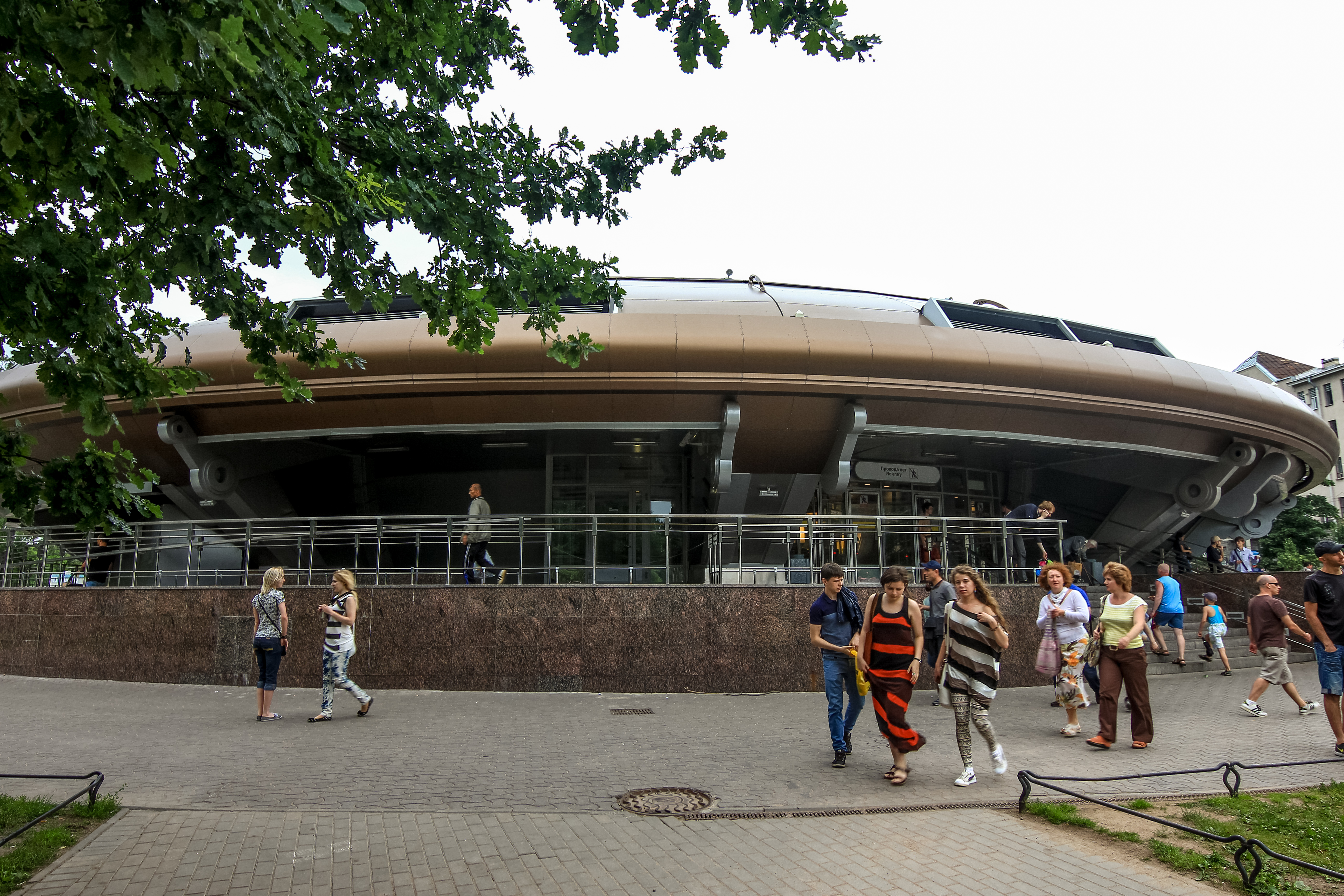
Павильон
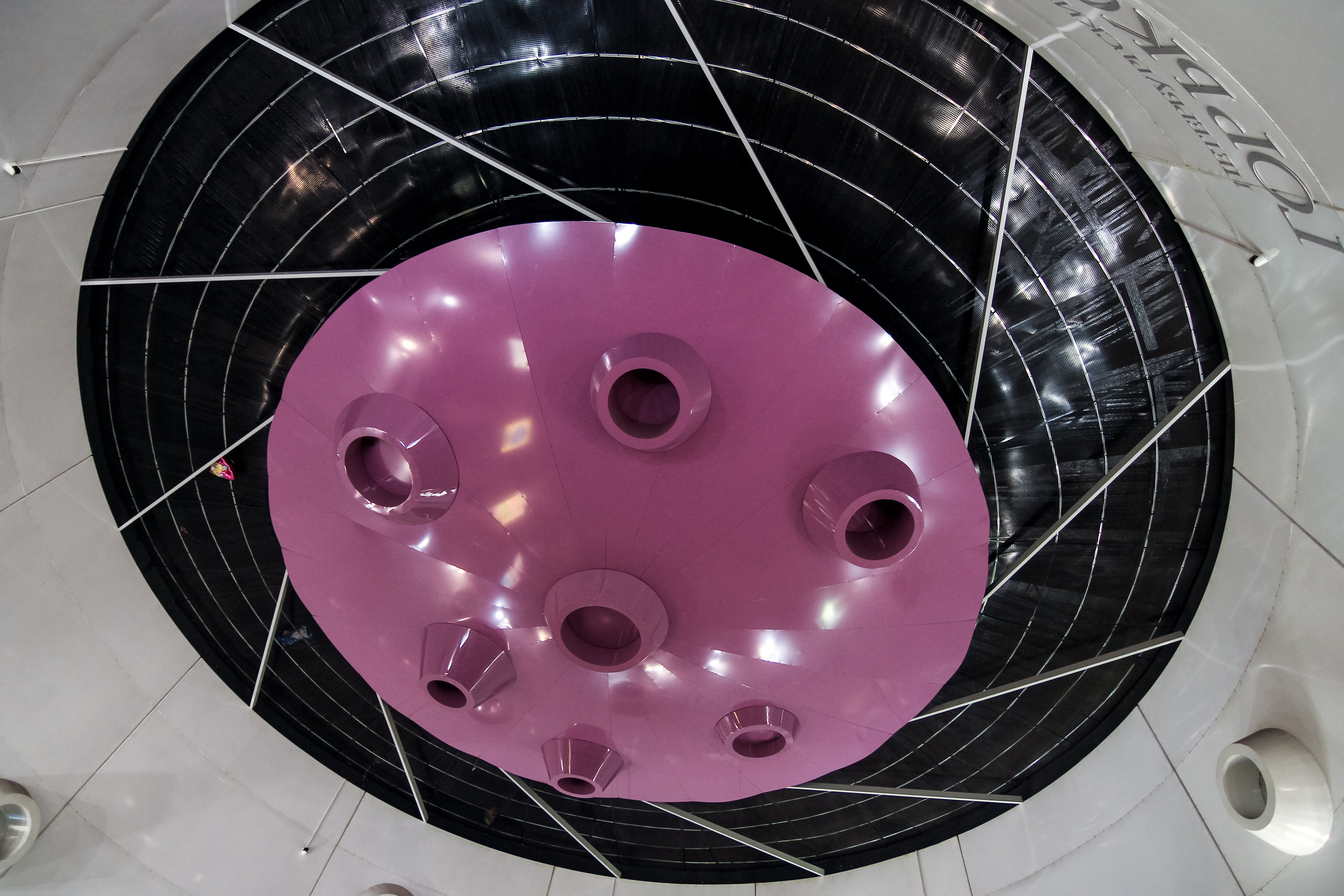
Элемент оформления нового вестибюля станции
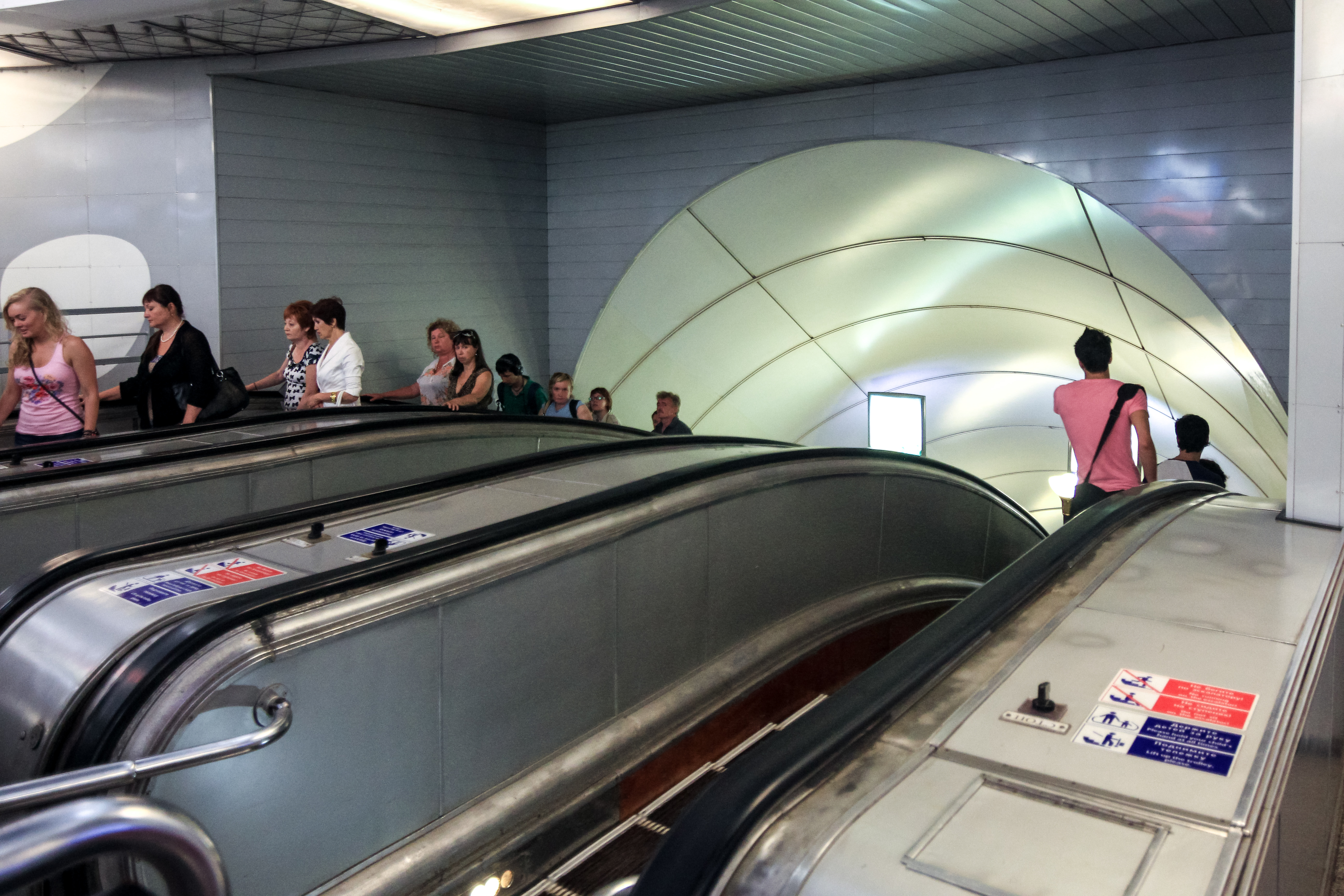
Эскалатор
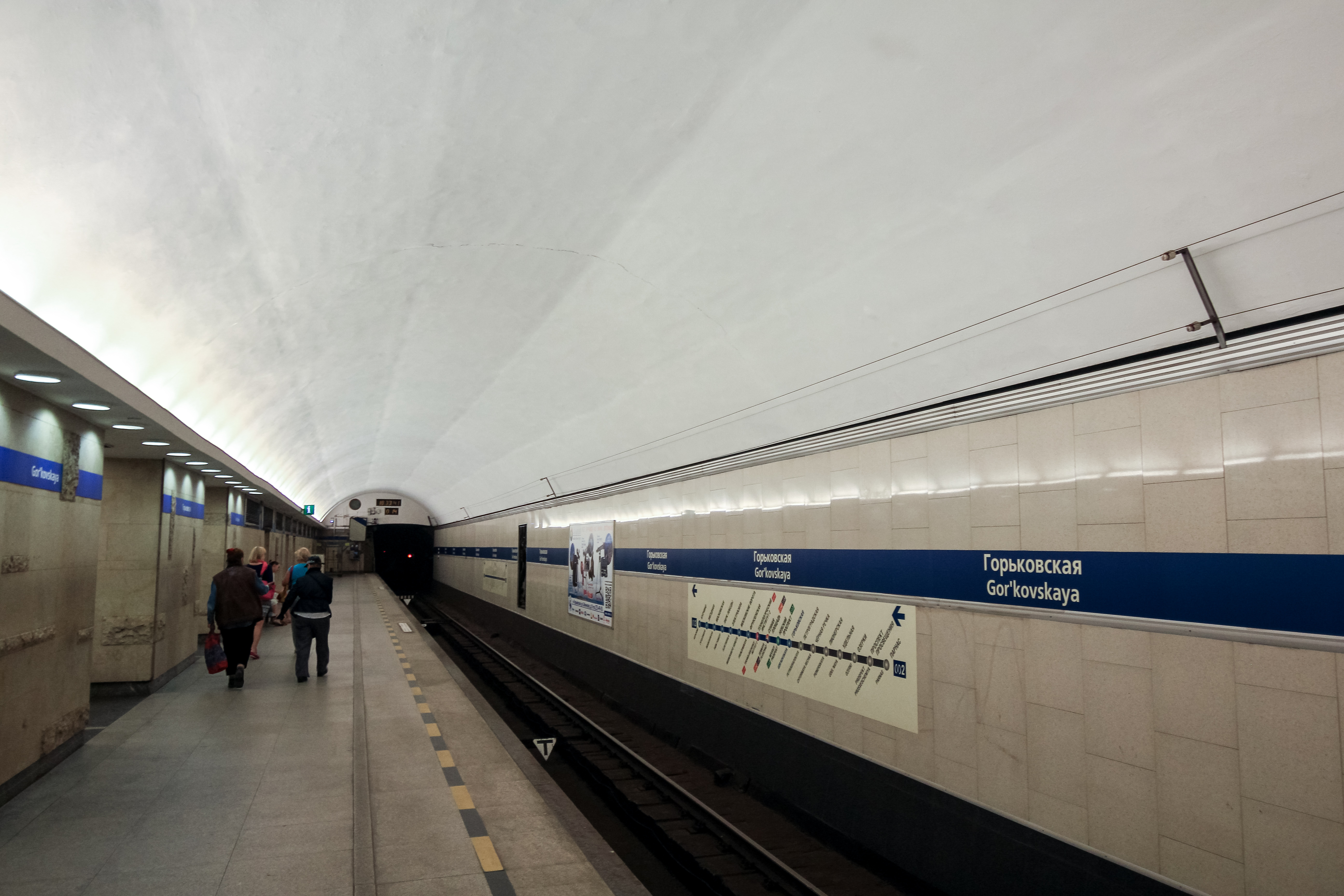
Посадочная платформа

## В культуре

### Видеоклипы
- «Секрет» — «Ленинградское время» (1989).

## Интересные факты
Перегон от «Горьковской» в сторону станции «Невский проспект» достигает глубины 95—100 метров и имеет предельно допустимый Правилами технической эксплуатации (ПТЭ) уклон крутизной 60 ‰ (тысячных — спуск на 6 метров через каждые 100 метров), что связано с прохождением тоннеля под впадиной дна подземной реки в этом месте.